# İmranlı
İmranlı est une ville et un district de la province de Sivas dans la région de l'Anatolie centrale en Turquie.